# Sadomasochisme
Sadomasochisme (een combinatie van sadisme: plezier in het aandoen van pijn, en masochisme: plezier in het ondergaan en onderdrukken van pijn) is een vorm van seksuele of erotische beleving waarin een of meerdere van de partner(s) de ander pijn laat ondergaan. De term wordt volgens het Groene Boekje afgekort als sm, maar wordt ook vaak afgekort als SM, S&M, of S/M of het wordt geduid onder de bredere verzamelnaam bdsm. Bij sadomasochisme komt ook wel algolagnie voor, afgeleid van Griekse algos (pijn) en lagneia (lust).

## Psychologie

### Ontstaan van het begrip
De begrippen sadisme en masochisme werden voor het eerst in 1886 door de Duitse psychiater Richard von Krafft-Ebing gebruikt in zijn boek Psychopathia sexualis, waarin hij seksuele afwijkingen en vormen van perversie in kaart bracht. Hij verwees hierbij naar de werken van de Franse aristocraat en schrijver Markies de Sade (1740–1814), in wiens romans pornografie met gewelddadige fantasieën verweven is, en de Oostenrijkse schrijver Sacher-Masoch (1836–1895), die in verschillende van zijn boeken het genot van pijn en onderwerping schilderde.
Nadat Sigmund Freud (zie hierna) in zijn Drei Abhandlungen zur Sexualtheorie (1905) sadisme en masochisme had voorgesteld als ziekten die het gevolg zijn van een gestoorde ontwikkeling van de kinderziel, was het uiteindelijk de Weense psychoanalist Isidor Sadger die in 1913 in zijn artikel Über den sado-masochistischen Komplex voor de eerste maal daadwerkelijk het samengestelde begrip Sado-Masochismus gebruikte.

### Freud
In ogenschouw nemende dat sadomasochisme niet in trek zou zijn onder sadisten/masochisten pur sang, zou men deze stroming binnen de seksuele cultuur evenwel kunnen duiden met een beroep op de theorie van Sigmund Freud. Freud gaat er namelijk van uit dat ieder mens in zich de neiging tot onderwerping én de neiging tot overheersing draagt. Sadomasochisme is dan een cultivering van deze oerdriften.
De vraag of de neiging tot sadomasochisme genetisch bepaald is, is (nog) niet beantwoord. Veel actieve sadomasochisten geloven dat dit inderdaad het geval is. Er zijn ook mensen die zeker menen te weten dat het niet zo is. Maar de vermeende werkelijke oorzaak is dan toch dikwijls niet te vinden. Ook geloven veel actieve sm'ers dat het sm-gevoel niet moet worden beschouwd als een soort ziekte die genezen kan worden. De weg naar de arts of specialist, de psychiater, vinden zij een verkeerde weg, die hoogstwaarschijnlijk niet tot het gewenste doel, 'genezing', zal leiden. Deze mening is in sm-kringen ontstaan op basis van ervaring en onderlinge gesprekken daarover. Zij vinden het beter om de sm-gevoelens te accepteren en er iets mee te doen, bij voorkeur met een bijpassende partner: een dominant als men onderdanige gevoelens heeft en een onderdanige als men dominante gevoelens heeft. Men kan contact opnemen met een van de daartoe geëigende verenigingen. Er is in Nederland een aantal verenigingen waar mensen met sm-gevoelens elkaar ontmoeten.

## Forensische indeling
Volgens Anil Aggrawal kan het niveau van seksueel sadisme en masochisme als volgt worden ingedeeld:

### Seksuele masochisten
- Klasse I: Gehinderd door, maar niet op zoek naar, fantasieën. Voornamelijk sadistisch met minimale masochistische gedachten.
- Klasse II: Gelijke mix van sadistische en masochistische gedachten.
- Klasse III: Masochisten met weinig tot geen sadistische neigingen.
- Klasse IV: Masochisten zonder sadistische neigingen. Kan geen romantische relatie aangaan en/of kan geen orgasme krijgen zonder pijn of vernedering.

### Seksuele sadisten
- Klasse I: Gehinderd door, maar niet op zoek naar, fantasieën.
- Klasse II: Handelt op sadistische neigingen met toestemming van seksuele partners (masochisten of anderszins).
- Klasse III: Handelt op sadistische neigingen zonder toestemming van slachtoffers.
- Klasse IV: Handelt enkel op sadistische neigingen zonder toestemming van slachtoffers en verwondt of doodt hen.

## Technieken
Sadomasochisme kan eenvoudig, handmatig, worden beleefd, maar ook met behulp van instrumenten die al dan niet speciaal voor dit doel zijn ontworpen.
Voorbeelden zijn:
- spanking
- zweepslagen en geselingen
- klemmen en spelden op verschillende lichaamsdelen
- gebruik van hand- en voetboeien, vastbinden, met touw (bondage)
- gebruik van mondknevels (doeken, rubberen bal, opblaasknevel)
- prikken met naalden (naaldenspel)
- gesmolten kaarsvet druppelen op diverse lichaamsdelen en daarna eventueel afkoelen met ijsblokjes (wax-spel)
- elektrische prikkelingen (elektroseks)
- het oprekken van lichaamsopeningen met behulp van dildo's of een buttplug. Al dan niet opblaasbare speeltjes.
- het gebruik van een strafpaard
- facesitting

Waar het bij bdsm vooral om gaat, is de liefde en devotie naar elkaar toe. De onderdanige (sub) wil zijn of haar dominant (dom) behagen. Andersom voelt de dominant zich verantwoordelijk voor het welzijn van de onderdanige.
Extremere vormen zijn er ook, wurgseks (seksueel genot door het dichtknijpen van de keel met of zonder hulpmiddelen) is een zeer gevaarlijke vorm van sadomasochisme.

## Rollenspel
Soms wordt gebruikgemaakt van rollenspelen, zoals meester(es) en leerling(e)/slaaf of slavin, gevangenis, ondervraging van een geheime agent(e), French maid (Frans dienstmeisje), pony-play (de sub wordt door middel van allerlei hulpstukken zoals een anaal ingebrachte paardenstaart en een mondbit als een pony gedresseerd), middeleeuwse kerkers en inquisitie, nonnen, paters, biechtelingen/-es die zich laten kastijden, enz.

## Galerij

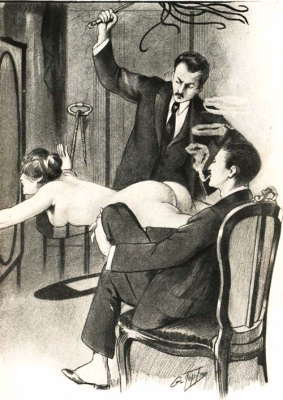
Een tekening door Lewis Bald uit 1913 waarin sadomasochisme wordt afgebeeld
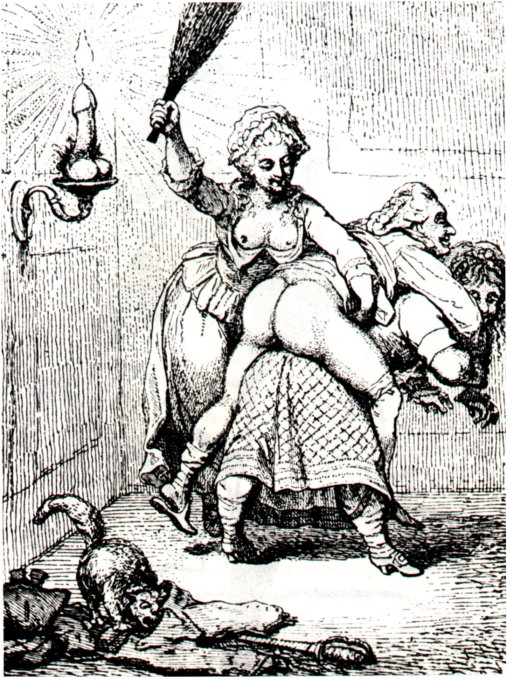
Afbeelding uit 1780
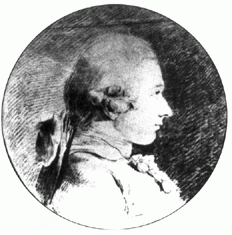
Markies de Sade
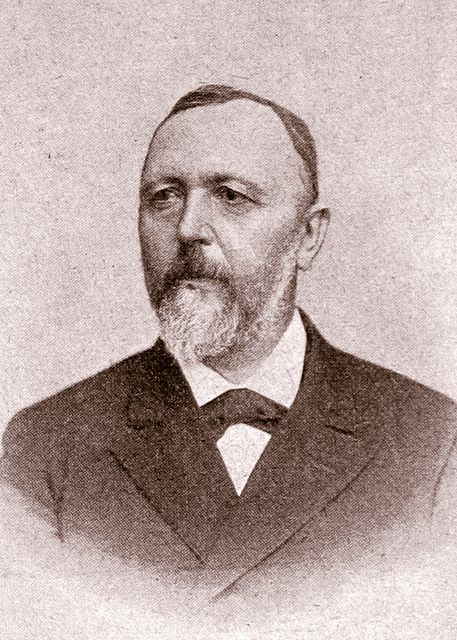
Richard von Krafft-Ebing